# آير كمبات (لعبة فيديو)
لعبة آير كمبات (بالإنجليزية: Air Combat)‏، وتسمى في النسخة اليابانية Ace Combat ، هي إنتاج شركة نامكو سنة 1992 لكمبيوتر آركيد ، وأنتجت سنة 1995م على جهاز بلاي ستيشن، وهي لعبة فيديو فردية من نوع ألعاب الحاسوب الحربية ،
أنتجت لأول مرة سنة 1992م للعبة آيس كمبات ، والذي تبدأ اللعبة يحمل طائرة إف 16 لقصف أهداف معينة لتنجح المهمة .
ثم أنتجت سنة 1995 عبر جهاز بلاي ستيشن للعبة الفردية ، وتتنوع مراحل اللعبة بشكل أدق وأفضل .

## قصة
إن مجموعة من القوات المرتزقة ( الافتراضية ) قررت بتدمير دولة معينة (دون ذكر اسمها أو اسم المنطقة)، فيقوم بطل اللعبة بمهمات للقضاء على الأعدا ، وتحرير العاصمة من أيدي هؤلاء .

## مراحل اللعبة
في إصدار لأول من نوعه ، صممت طائرات حربية بشكل واقعي وملموس كطائرات إف - 4 فانتوم الثانية وإف - 16 الأمريكية، وطائرات سوخوي سو-27 الروسية، وإف - 117 نايت هوك وطائرة مقاتلة من نوع فينيكس الأمريكية.
بالإضافة إلى تنوع مراحل اللعبة في المراحل الافتراضية وغيرها .

## وصلات خارجية
- الموقع الإلكترونى للعبة آير كمبات على موقع Gamefaqs المختصة لألعاب الفيديو
- الموقع الإلكتروني MobyGames الشهيرة تتحدث عن سيرة لعبة آير كمبات